# Plan (matematik)
 For alternative betydninger, se Plan. (Se også artikler, som begynder med Plan)
Et matematisk plan eller en plan flade er det fundamentale todimensionelle objekt.
Et plan kan visualiseres som et fladt stykke papir, som breder sig uendeligt i alle retninger. De fleste trigonometriske, geometriske og grafiske operationer udføres i sådan et plan. I et givet plan kan der introduceres et koordinatsystem, som gør os i stand til at referere til samtlige punkter i planet.
Et plan kan defineres ud fra en af følgende metoder:
- Tre punkter, som ikke ligger på linje.
- En linje og et punkt, som ikke ligger på linjen.
- En vektor, der står vinkelret på planet, og kaldes for normalvektor for planet, og et punkt i planet.
- To linjer, der enten skærer hinanden i et enkelt punkt, eller er parallelle uden at være kolineære.

Planet kan fremstilles ved en ligning af formen
{\displaystyle a\cdot x+b\cdot y+c\cdot z+d=0\,}
Planet står vinkelret på normalvektoren med koordinaterne {\displaystyle {\vec {n}}=(a,b,c)}. Alle vektorer, som er parallelle med {\displaystyle {\vec {n}}}, vil også være normalvektorer til planet. Planer med samme normalvektor, men med forskellig værdi af {\displaystyle d\,}, vil være parallelle.
Som normalvektor kan man benytte krydsproduktet af to vilkårlige, egentlige ikke-parallelle vektorer i planet. Normalvektoren giver normalretningen for planet.
For at finde {\displaystyle d\,} er man yderligere nødt til at kende et punkt {\displaystyle P_{0}(x_{0},y_{0},z_{0})\,} i planet. Da er
{\displaystyle d=-a\cdot x_{0}-b\cdot y_{0}-c\cdot z_{0}\,}
Planet der indeholder {\displaystyle x}- og {\displaystyle y}-akserne, kaldes {\displaystyle xy}-planet og har ligningen {\displaystyle z=0\,}. Tilsvarende gælder for {\displaystyle xz}-planet, hvis ligning er {\displaystyle y=0\,} og {\displaystyle yz}-planet med ligning {\displaystyle x=0\,}.

## Afstand mellem punkt og plan
Afstanden {\displaystyle \operatorname {dist} (P_{1},\alpha )\,} fra et vilkårligt punkt {\displaystyle P_{1}(x_{1},y_{1},z_{1})\,} i rummet til et plan, {\displaystyle \alpha \,}, kan findes ved at indsætte koordinaterne for punktet i afstandsformlen:
{\displaystyle \operatorname {dist} (P_{1},\alpha )={\frac {\vert a\cdot x_{1}+b\cdot y_{1}+c\cdot z_{1}+d\vert }{\sqrt {a^{2}+b^{2}+c^{2}}}}}
hvor {\displaystyle a,b,c\,} og {\displaystyle d\,} er koefficienterne i planets ligning. Hvis punktet ligger i planet, er {\displaystyle \operatorname {dist} (P_{1},\alpha )=0\,}.